# Can Fanés
Can Fanés és un edifici del municipi de l'Ametlla del Vallès (Vallès Oriental) protegit com a bé cultural d'interès local.

## Descripció
Edifici aïllat de tipologia ciutat-jardí amb estructura quadrangular. En una cantonada té porxo i al costat una torre de planta quadrada i amb un pis més d'alçada que la casa. Està compost de planta baixa i pis. Un potent ràfec corona totes les parts cobertes. Els elements decoratius i formals pertanyen a l'eclecticisme.

## Història
No consta cap data de construcció. Correspon a una etapa en què s'hi edificaren diverses cases a l'Ametlla, en un moment en què la vila passa de ser un petit poble agrícola a ser un centre important d'estiueig.